# Platja del Russo
La platja del Russo és una platja de sorra fina i daurada situada a la zona costanera de la Serra d'Irta junt a la Platja del Pebret, dins el terme municipal de Peníscola, a uns 8,5 km del nucli urbà.
Es tracta d'una platja aïllada que manca d'instal·lacions o serveis principals. Junt a la platja s'hi troba una antiga caserna de carabiners, que fins meitat del segle XX s'encarregava de controlar el tràfic de mercaderies.
És considerada una platja nudista.

## Fauna i flora
A la platja del Russo destaca la flora que l'envolta, composta per plantes poc comunes com el lliri marí (Pancratium maritimum) i la lleteresa de platja (Euphorbia paralias), que apareixen en les dunes situades en primera línia de platja i en les dunes mòbils, que es troben més a l'interior. Aquestes espècies s'han pogut adaptar a diversos inconvenients com el sòl arenós, la salinitat, l'escassetat de pluges i la força del vent.
La vegetació de les dunes té associat un elevat nombre d'espècies animals, moltes d'aquestes endèmiques. En el refugi de les dunes nidifiquen espècies d'aus molt poc comunes al territori valencià, com la perdiu de mar (Glareola pratincola) o el corriol camanegre (Charadrius alexandrinus).

## Toponímia
El nom de la platja és en al·lusió al peniscolà Jaume Sanz (conegut localment com lo Russo), un filantrop i mecenes que va fer fortuna treballant de sastre a la cort del tsar Alexandre II de Rússia al segle xix, i a la seua tornada a Peníscola va realitzar una important labor social construint les primeres escoles del poble. Segons la tradició oral, va fer construir una casa per allotjar a la seua filla malalta davant aquesta platja, a la qual va acabar donant nom.